# طوم ميرفي (عداء المسافات المتوسطة)
طوم ميرفي (بالإنجليزية: Tom Murphy) هو عداء مسافات متوسطة أمريكي، ولد في 21 نوفمبر 1935 في بروكلين في الولايات المتحدة.

## وصلات خارجية
- طوم ميرفي على موقع أوليمبيديا (الإنجليزية)